# DJ Khaled
DJ Khaled, właśc. Khaled Mohamed Khaled (ur. 26 listopada 1975 w Nowym Orleanie) – amerykański DJ i producent muzyczny palestyńskiego pochodzenia.
Jego styl wypowiedzi, cytaty i zachowania w zamieszczanych przez niego w mediach społecznościowych relacjach i filmach stały się obiektemu wielu memów internetowych.

## Współpraca
DJ Khaled współpracował z takimi artystami jak: Rihanna, Justin Bieber, Nicki Minaj, Chris Brown, August Alsina, Jeremih, Future, Rick Ross, Lil Wayne, Fat Joe, Drake, Lil Boosie, Ace Hood, Young Jeezy, Ludacris, Cardi B, Demi Lovato, Birdman czy Juice WRLD.

## Dyskografia
- 2006: Listennn... the Album
- 2007: We the Best
- 2008: We Global
- 2010: Victory[3]
- 2011: We the Best Forever[4]
- 2012: Kiss the Ring[5]
- 2013: Suffering from Success
- 2015: I Changed a Lot
- 2016: Major Key
- 2017: Grateful
- 2018: Father of Asadh
- 2021: KHALED KHALED(inne języki)
- 2022: GOD DID(inne języki)

## Nagrody

### BET Awards
- 2008: Najlepsza Współpraca („I’m So Hood (Remix)”)[a] (nominacja)

### BET Hip Hop Awards
- 2009: DJ roku (nominacja)
- 2008: DJ roku (nominacja)
- 2008: MVP roku (nominacja)
- 2008: Przedsiębiorca roku (nominacja)
- 2008: Najlepsza Hip-Hopowa Współpraca („I’m So Hood (Remix)”)[a] (nominacja)
- 2007: People’s Choice Award („We Takin’ Over”)[b] (nominacja)
- 2007: Najlepsza Hip-Hopowa Współpraca („We Takin’ Over”)[b] (nominacja)

### Ozone Awards
- 2008: DJ roku (wygrana)[6]
- 2007: Najlepszy Teledysk („We Takin’ Over”)[b] (wygrana)
- 2007: Najlepszy Speaker Radiowy (wygrana)